# 不列颠自由军团
不列颠自由军团（德語：  ; BFC）是第二次世界大战期间，納粹德國武装党卫队的一支部队，其人员都是德方征募的英国及英帝国自治領战俘。该部队原本名叫“圣乔治军团”（Legion of St George）。英国史学家阿德里安·威尔经研究发现，共有至少54人曾属于该部队，他们中的有些人只在部队里待了短短数日。该部队作战人员人数从未超过27。

## 组建
组建不列颠自由军团的计划是英国法西斯主义者、时任印度事务大臣里奧·艾默里之子约翰·艾默里提出的。1942年10月，约翰·艾默里来到柏林，向德方提出要组建一支英国人志愿部队与布尔什维克战斗。英国志愿部队打算按照已经成军了的法國反布爾什維克主義志願軍團來組建，该法国部队协助德国国防军作战。除了兜售不列颠自由军团创意之外，艾默里还曾积极尝试征募英国同胞。他曾发表过一系列亲德政治宣传广播演说，号召英國同胞们加入反共战争。
1943年8月，BFC招上来的第一批人是一群来自柏林市郊路德维希斯费尔德的战俘营的战俘。1943年11月，BFC的总部搬到了柏林潘科一家被征用来的咖啡馆。1943年末，德方还从卢肯瓦尔德的审讯营中征募了些人。1944年1月1日，部队终于被授予番号“不列颠自由军团”，部隊正式成军。1944年2月的第一周，BFC抵达新驻地——汉诺威附近的小镇希尔德斯海姆的圣米迦勒修道院（St Michaeli Kloster）。部队于1944年4月20日（希特勒的55岁生日）领到军装。1944年10月11日，BFC被调遣至德累斯顿的武装党卫队工兵学校，开始为东线作战而训练。1945年2月24日，他们从德累斯顿来到柏林，驻留在Schönhauser Allee的一所征用来的学校里。1945年3月8日，他们被转移至位于柏林西南几英里处的尼梅克。
BFC的兵员征募工作都是在德国战俘营里完成的。1944年，德方给战俘们分发了传单，出版于柏林的官方战俘报纸《营地》（Camp）上也提到了BFC。德方将该部队鼓吹为“一支完全由志愿者组成的部队，从构思到创建，都是来自英帝国各处的英国公民一手操办，他们拿起了武器，承诺为欧洲人反抗苏维埃俄国的共同斗争而献身”。
在试图征募英军战俘时，德方已被对苏联人的畏惧所笼罩；德国人成了“己方政治宣传的受害者”，还以为他们的西方敌人也像他们一样因苏联人而忧虑。在一个关押荷兰战俘的营中，德方向战俘们讲述德国为欧洲所做的善事时慷慨地向他们分发香烟、水果等其他物品，之后要求他们加入德军，迎战真正的敌人，苏联人。

## 指挥官
由于党卫队的原意是在找到合适的英国军官后再让这个人指挥BFC，所以BFC本身是没有“指挥官”的。但的确曾有三名德国武装党卫队军官先后担任“联络军官”（Verbindungsoffizier=），负责英国战俘和他们的上级单位黨衛隊行政部D/3办公组（SS-Hauptamt Amtsgruppe D/3）之间的联络，这三人在实际上行指挥官之职，至少要维持部队纪律。这三人是：
- 党卫队高级突击队领袖Hans Werner Roepke（1943.9-1944.11）[14]
- 党卫队上级突击队领袖Walter Kühlich博士（1944.11-1945.4）[14]
- 党卫队高级突击队领袖Alexander Dolezalek博士（1945.4）[14]

部分资料提到于1941年在希腊被德军俘获的英陆军准将伦纳德·帕林顿参与了不列颠自由军团的活动与工作。这其实是部分BFC英国志愿者的误解，1943年夏，伦纳德·帕林顿曾代表英方高级战俘维克多·福琼少将到访位于柏林市南郊路德维希斯费尔德的战俘营。伦纳德·帕林顿对集合起来的战俘们说自己“知道这个营地的用途”，BFC的志愿者们就把这句话理解为伦纳德·帕林顿赞成成立不列颠自由军团。事实上，伦纳德·帕林顿那话的真正意思是他接受德方将Genshagen作为战俘休息中心。

## 成员
BFC的主要成员有托马斯·哈勒·库珀、罗伊·库尔兰德、埃德温·巴纳德·马丁、弗兰克·麦克拉迪、阿尔弗雷德·明钦以及约翰·威尔逊（John Wilson）。 
2002年，有消息称澳大利亚人罗伯特·奇普切斯 (Robert Chipchase)是当时最后一位在世的BFC成员。他本人对此的说法是他当年在即将加入时改了主意，拒绝在入伍文件上签字，于是在惩戒营里度过了战争的剩余年月。

## 准备投入现役
1945年3月，一支BFC分队得到部署，他們与親衛隊第11師一同行动。首先，他们被从斯德丁派到了位于安格尔明德的親衛隊第11師师部。他們又从那里被调遣至Grüssow（位于乌瑟多姆岛上）与师属装甲侦察营（11. SS-Panzer-Aufklärunsabteilung）会合。营指挥官是突击队大队领袖Rudolf Saalbach。BFC之后被分配给第3连，连指挥官为瑞典人Hans-Gösta Pehrson。这支BFC分队的指挥官是化名“Hodge”的親衛隊小隊領袖Douglas Mardon。
1945年4月16日，BFC移动至滕普林，即将在这里与费利克斯·施泰纳的军部参谋部（Kraftfahrstaffel StabSteiner）运输连会合。在親衛隊第11師动身前往柏林时，运输连跟随施泰纳的军部去了新施特雷利茨，BFC一同跟着。4月29日，费利克斯·施泰纳决定“不要与蘇聯人联系，而且命令部队向西进发，並向英美军队投降”。BFC的最后两名成员托马斯·哈勒·库珀和弗雷德·克罗夫特 (Fred Croft)于5月2日在什未林向美陆军第121步兵团投降，之后被交给GHQ联络团管理。

## 军法审判
当时的报纸记录下了几名BFC中的英联邦士兵受审时的细节。加拿大籍列兵埃德温·巴纳德·马丁说自己加入BFC是为了“捣毁它”。BFC所使用的旗帜与横幅就是他设计的，他也在审判期间承认自己就是BFC的初始成員之一。法庭批准给予其旅行证和铁路通行证，以便让他能不受警卫看守並在德国四处游走。他因作为战俘协助德军而受到两起指控，均被判有罪。
新西兰士兵罗伊·库尔兰德在受军法审判时也给出了和埃德温·巴纳德·马丁类似的答案，比如搜集德方情报、在德军战线后方煽动起义，或者在起义失败后捣毁BFC部队。
1945年11月，约翰·艾默里因叛国罪而被判处死刑，于12月19日被绞决。